# Mistress Dispeller (película de 2024)
Mistress Dispeller es una película documental estadounidense-china de 2024, dirigida y producida por Elizabeth Lo. Sigue a una mujer en China que contrata a un profesional para que vaya de incógnito y rompa su relación de su marido.
Tuvo su estreno mundial en el 81° Festival Internacional de Cine de Venecia el 2 de septiembre de 2024, en la sección Orizzonti. En España se estrenó el 18 de noviembre de 2024 en el Festival de Cine de Gijón.

## Argumento
Una mujer en China contrata a una "auyentadora de amantes" profesional para poner fin a la aventura de su marido. Esta figura profesional surge a partir del auge de las plataformas de contactos en China.  El perfil se mueve entre la terapia de pareja, la defensa de los valores familiares y la negociación con la amante.

## Producción
En septiembre de 2022, se anunció que Elizabeth Lo dirigiría un documental sobre Mistress Dispellers, que la productora Anonymous Content e Impact Partners financiarían y producirían.  La producción fue apoyada por la beca Concordia Studio Fellowship, Field of Vision y One in a Billion Productions.  

## Estreno
Se estrenó en el 81° Festival Internacional de Cine de Venecia el 2 de septiembre de 2024, en la sección Orizzonti.  También se proyectó en el Festival Internacional de Cine de Toronto de 2024 el 6 de septiembre de 2024  y en el Festival Internacional de Cine de Gijón en noviembre de 2024.